# Miasto Pirot
Miasto Pirot (serb. Grad Pirot / Град Пирот) – jednostka administracyjna w Serbii, w okręgu pirockim. W 2018 roku liczyła 54 342 mieszkańców.